# Paese
Paese é uma comuna italiana da região do Vêneto, província de Treviso, com cerca de 18.394 habitantes. Estende-se por uma área de 37 km², tendo uma densidade populacional de 497 hab/km². Faz fronteira com Istrana, Morgano, Ponzano Veneto, Quinto di Treviso, Trevignano, Treviso, Volpago del Montello.

## Demografia
| Variação demográfica do município entre 1861 e 2011                               |
|                                                                                   |
| Fonte: Istituto Nazionale di Statistica (ISTAT) - Elaboração gráfica da Wikipedia |